# Дабл-Брестед-Кіс
Дабл-Бре́стед-Кіс (Дабл-Брестер, англ. Double Breasted Cays) — рівнинні острови в складі Багамських островів. В адміністративному відношенні відносяться до району Гранд-Кі.
Острови розташовані на півночі архіпелагу Абако за 2 км на південний схід від групи Гранд-Кі. Острови рівнинні, видовжені та вузькі. Утворюють систему піщаних островів, скель, проток та озер-лагун. Простягаються більш як на 3 км, ширина до 700 м. Відомі своїми піщаними пляжами та дайвінгом.